# كلارنس ويلكينسون
كلارنس ويلكينسون (بالإنجليزية: Clarence Wilkinson)‏ هو سياسي أمريكي، ولد في 26 سبتمبر 1910، وتوفي في 12 يوليو 1996. حزبياً، نشط في الحزب الجمهوري. وقد انتخب عضو مجلس نواب ماساتشوستس.